# Медицинска статистика
Медицинската статистика е клон на статистиката, който се занимава със събирането, анализа, тълкуването и представянето на данни, свързани със здравето и медицината. Тя играе решаваща роля в медицинските изследвания, клиничните изпитвания и вземането на решения в областта на здравеопазването.
Медицинските статистици проектират проучвания и експерименти, за да съберат данни за различни резултати, свързани със здравето, като честота на заболяването, разпространение, нива на смъртност и ефикасност на лечението. Те използват различни статистически техники за анализиране и интерпретиране на тези данни, включително регресионен анализ, анализ на оцеляването, тестване на хипотези и мета-анализ.
Резултатите от анализите на медицинската статистика се използват за вземане на основани на доказателства решения в медицинските изследвания и клиничната практика. Те се използват също така за информиране на политическите решения в здравеопазването и за оценка на ефективността и рентабилността на различни здравни интервенции.
Медицинската статистика е постоянно развиваща се област, като се разработват нови техники и методи за справяне с възникващи предизвикателства и въпроси в здравеопазването. Това е основен компонент на съвременното здравеопазване и играе критична роля за напредъка на медицинските знания и подобряването на резултатите за пациентите.